# Hajar Brown
Hajar Bahraoui, conocida artísticamente como Hajar Brown (Madrid, 15 de marzo de 1996) es una actriz española, conocida por interpretar a Amira Naybet en Skam España.

## Primeros años
Hajar Brown soñaba con ser actriz desde pequeña, por tanto, estudió 4 años de interpretación, de los 14 a los 18 años. No obstante, lo dejó para centrarse en sus estudios universitarios, optando por la Ingeniería Civil en la Universidad Politécnica de Madrid. Aun así, intentó no abandonar su sueño y siguió vinculada al mundo de la interpretación, participando en diferentes cortometrajes, sobre todo con estudiantes.
Brown era fan de la versión noruega y original de Skam, los guionistas de la versión española se pusieron en contacto con ella porque habían visto por las redes que hablaba sobre su día a día como practicante del Islam. Querían trasladar a España el papel de Sana, una joven musulmana que vive su religión por elección, pero en el camino se encuentra con prejuicios con los que debe lidiar.
Tras ello, se convirtió en una de las protagonistas de Skam España, serie estrenada el 16 de septiembre de 2018 en la plataforma de pago Movistar +. 

## Carrera profesional
En 2017 Brown empieza oficialmente su profesión como actriz dando vida en Skam España a Amira ''Ami'' Naybet (protagonista de la cuarta temporada), una joven divertida, leal, responsable, segura de sí misma y musulmana practicante. Esta última temporada muestra la vida de esta joven, cómo se enfrenta al reto de ser musulmana fiel a sus creencias y costumbres, en un entorno y sociedad que la mira de manera extraña por llevar hijab, es decir, por ser distinta.
Esta serie le abrió muchas puertas a Brown, siendo partícipe en numerosos proyectos. En octubre de 2020 ha colaborado con la revista Elle Spain, estrenándose como embajadora en España del perfume Chloé.
En septiembre de este mismo año, Brown defendió la importancia del feminismo interseccional e inclusivo en el FesTval, evento donde Skam España recibió el III Premio CIMA TV a la Igualdad por extender los valores feministas en el público juvenil.